# Hans-Josef Endres
Hans-Josef Endres (* 1966 in Gerolstein) ist ein deutscher Maschinenbauingenieur und Hochschullehrer. Er ist Professor an der Leibniz Universität Hannover.

## Leben
Endres studierte Maschinenbau an der Ruhr-Universität Bochum, wo er dann auch promovierte. 1999 wurde er zum Professor für Bioverfahrenstechnik an die Fachhochschule Hannover (heute Hochschule Hannover) berufen.
Endres gründete 2011 das Institut für Biokunststoffe und Bioverbundwerkstoffe an der Hochschule Hannover, das er bis 2019 leitete.
Im Jahr 2019 folgte er einem Ruf an die Leibniz Universität Hannover. Seit dem 1. September 2019 leitet er das von ihm gegründeten Institut für Kunststoff- und Kreislauftechnik (IKK), beheimatet am Produktionstechnischen Zentrum Hannover.
Bis 2019 stand er auch dem Fraunhofer-Anwendungszentrums für Holzfaserforschung an der Hochschule Hannover vor.

## Auszeichnungen
- 2012: Wissenschaftspreis Niedersachsen
- 2015: B.A.U.M.-Umweltpreis vom Bundesdeutschen Arbeitskreis für Umweltbewusstes Management[3]

## Publikationen (Auswahl)
- Hans-Josef Endres et al.: Marktchancen, Flächenbedarf und künftige Entwicklungen. Trendbericht Biopolymere. In: Kunststoffe - Werkstoffe, Verarbeitung, Anwendung. Band 101, Nr. 9, 2011, S. 105–110.
- Christian Laussmann et al.: Disposal of Bio-Polymers via Energy Recovery. In: Bioplastics Magazine. Nr. 1, 2010, S. 42–43.
- Hans-Josef Endres, Andrea Siebert-Raths: Technische Biopolymere: Rahmenbedingungen, Marktsituation, Herstellung, Aufbau und Eigenschaften. Hanser, München 2009, ISBN 978-3-446-41683-3, S. 629.
- Hans-Josef Endres: Herstellung und Eigenschaften biologisch auf- und abbaubarer Werkstoffe auf Basis von Polysacchariden. Dissertation. Bochum 1995, S. 237.